# Cipria
Cipria, Ciprias o Cantos Ciprios (en griego antiguo: Κύπρια; en latín: Cypria) es un poema perdido de la literatura griega antigua. Formaba parte del ciclo troyano. Su título significa «lo de Chipre». 

## Cronología y autoría
Suele considerarse que las obras del ciclo troyano fueron compuestas con posterioridad a la Ilíada con el propósito de completar el relato de los sucesos de la guerra de Troya que no se recogían en la Ilíada ni en la Odisea. Las fechas que se han apuntado como correspondientes a la composición del poema van desde el siglo VII hasta el VI a. C. 
No se conoce con seguridad el nombre de su autor. Se atribuyó a Estasino de Chipre (Στασίνος), a Hegesias (Ἡγησίας) y a Hegesino (Ἡγησίνους). Otras posibilidades que se han sugerido han sido atribuirlo a un poeta del Ática, debido a la presencia de mitos que tenían una importancia destacada en esta región; o bien identificarlo con el mismo autor del Himno homérico V: a Afrodita. Por otra parte, una inscripción encontrada en Bodrum (la antigua Halicarnaso), atribuye el poema a Ciprias, lo que se ha relacionado con un fragmento de Demodamante que atribuye el poema a un halicarnasio. También llegó a ser atribuida a Homero, pero Heródoto ya discutió esa atribución señalando la contradicción de que en la Cipria se dijera que Paris y Helena habían llegado desde Esparta a Troya en tres días con ayuda de un viento favorable y un mar tranquilo mientras que en la Ilíada se decía que tuvieron un trayecto errante.

## Argumento

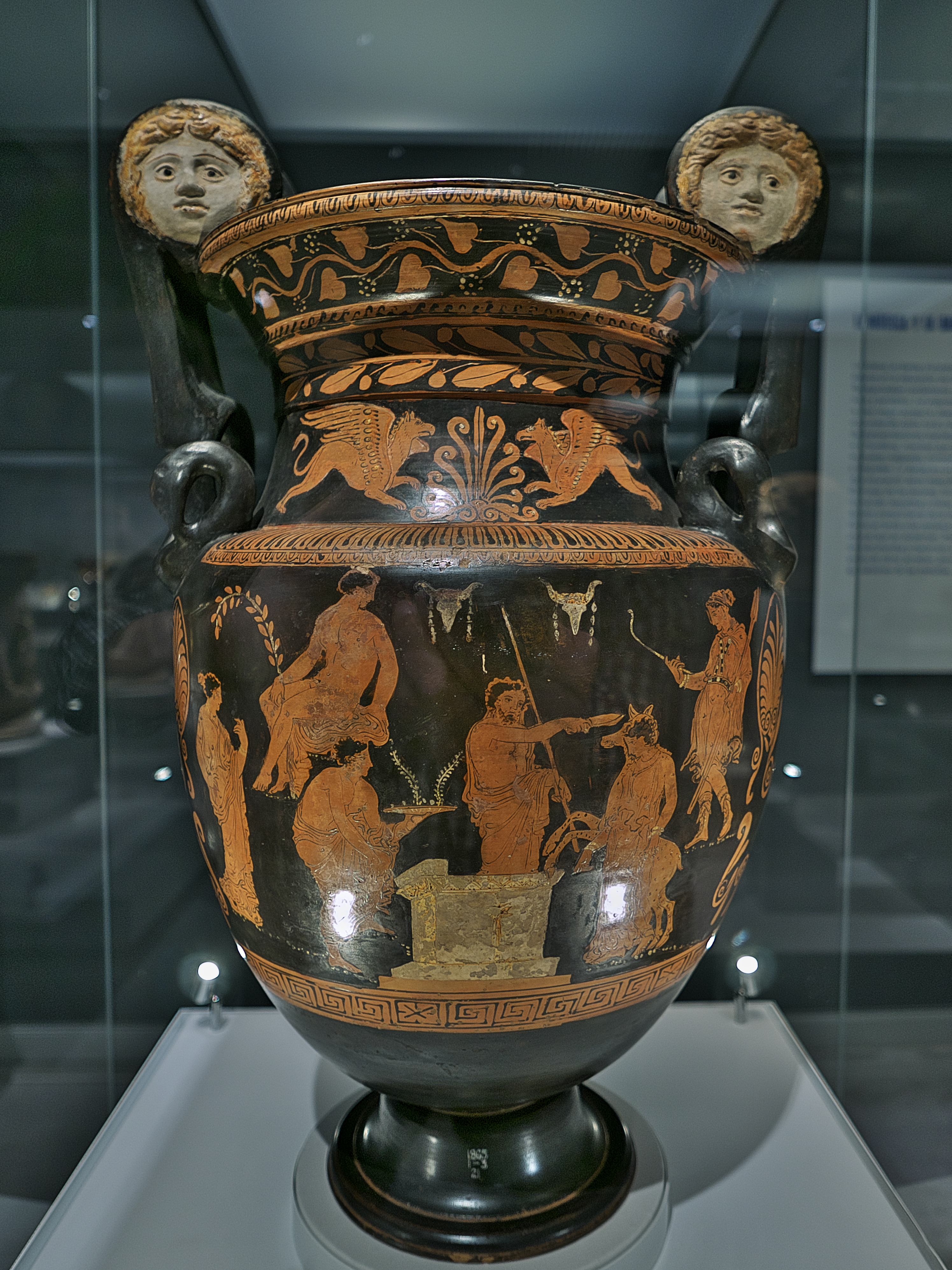
Cratera del donde se representa el momento de la transformación de Ifigenia en un animal por intercesión de Ártemis cuando iba a ser sacrificada. Este episodio, que no aparece en los poemas homéricos, debía ser tratado en la Cipria.

Del poema se conocen solo fragmentos y un resumen realizado por Proclo en su Crestomatía. Contaba en once libros los hechos que habían llevado a la guerra de Troya hasta el punto en el que empieza la Ilíada, incluyendo el motivo original de la determinación de Zeus de poner fin al sufrimiento provocado por el exceso de población provocando una gran guerra, las bodas de Peleo y Tetis, el juicio de Paris, el nacimiento de Helena y sus hermanos, el rapto de Helena, un extenso excursus de Néstor acerca de otros eventos mitológicos de raptos y el consiguiente castigo de los culpables, el reclutamiento del ejército, la reunión de la flota griega en Áulide, el saqueo de Teutrania por error, la presencia de Aquiles en Esciros, el rescate de Ifigenia por Ártemis en el momento en que iba a ser sacrificada, el abandono de Filoctetes y los primeros combates en Troya.